# Anja Kruse

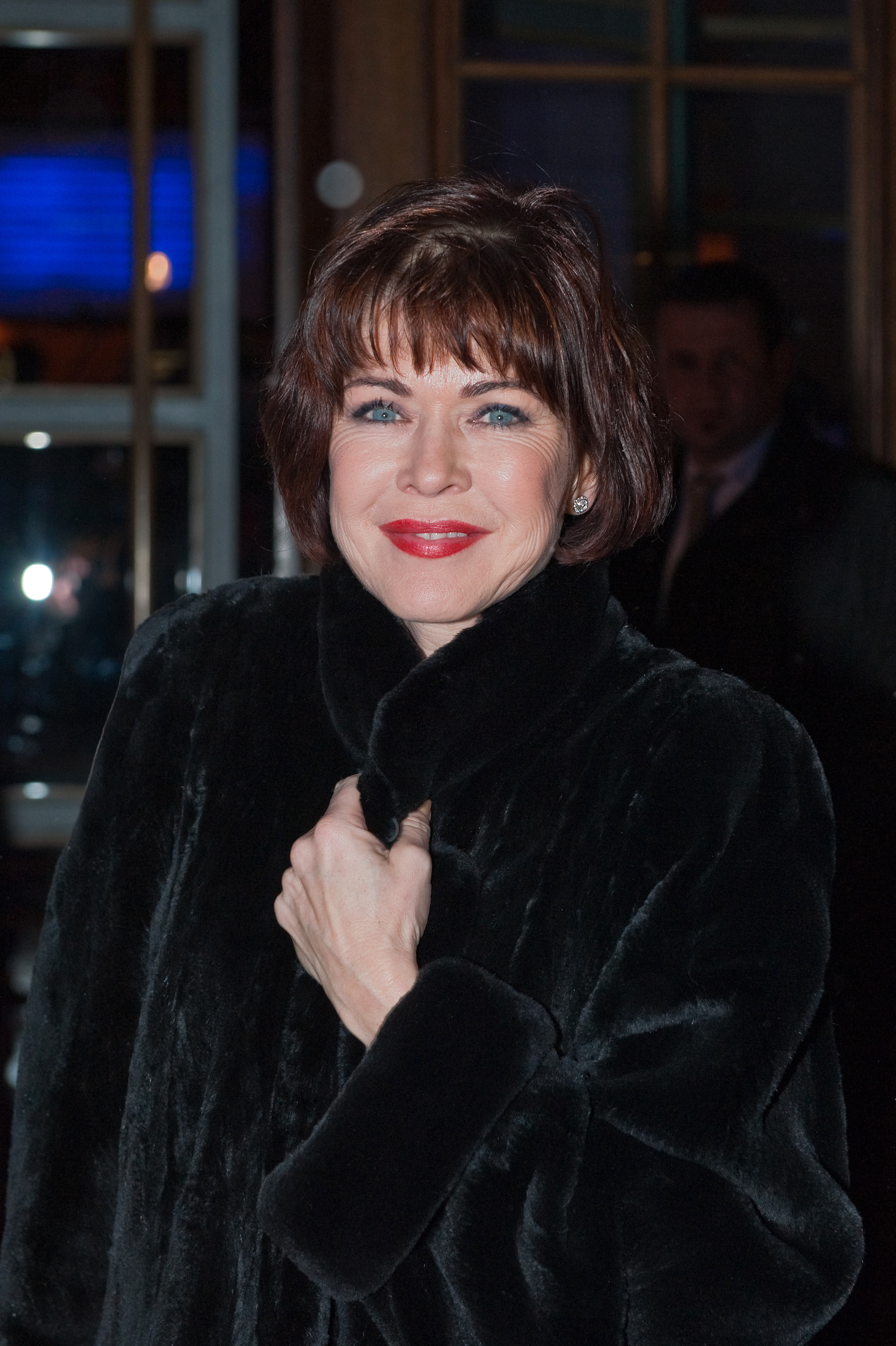
Anja Kruse (2010)

Anja Kruse (* 5. August 1956 in Essen) ist eine deutsche Schauspielerin.

## Leben und Wirken
Anja Kruse, die Tochter eines Essener Unternehmers, besuchte nach dem Abitur von 1976 bis 1979 die Folkwang-Schule in Essen für Schauspiel und Gesang. In der Spielzeit 1979/80 erhielt sie ihr erstes Engagement an den Städtischen Bühnen Münster. Von 1980 bis 1983 spielte sie u. a. am Thalia Theater in Hamburg, am Staatstheater Oldenburg, am Musiktheater Gelsenkirchen und am Theater des Westens in Berlin.
Neben ihrer erfolgreichen Bühnenkarriere drehte sie 1981 ihren ersten Kinofilm Die weiße Rose von Michael Verhoeven. 1984 bekam sie ihre erste große Fernsehrolle in dem ZDF-Mehrteiler Die schöne Wilhelmine, in der sie die Titelfigur Wilhelmine von Lichtenau spielte. Als beste Nachwuchsschauspielerin bekam Anja Kruse dafür 1984 die Goldene Kamera. Es folgten viele Fernsehfilme und Rollen in bekannten Serien wie Das Traumschiff, Die Schwarzwaldklinik und Der Alte. Außerdem spielte sie über drei Staffeln die Rolle der Dr. Angelika Rombach in Forsthaus Falkenau.
Seit 2020 ist Anja Kruse die Schirmherrin der „IVQS Stiftung – gegen Altersarmut bei Schauspielern“.

## Privates
Kruse war bis 1989 mit dem Operettenbuffo Heinz Hellberg liiert und lebte in Wien. 1992 lernte sie bei Dreharbeiten den französischen Regisseur Jean-Louis Daniel kennen und folgte ihm nach Paris. Das Paar heiratete 1995 und lebte in einem Landhaus in der Normandie. Die Ehe wurde 2008 geschieden. Von 2004 bis 2010 folgte eine Beziehung mit dem österreichischen Fernsehproduzenten Norbert Blecha. 2006 wurde sie vom österreichischen Familienunternehmen Tostmann zur ersten „Botschafterin der Tracht“ ernannt. Kruse lebt in Südfrankreich in der Nähe von Cannes und in Salzburg.
Kruse ist seit Mitte der 1990er Jahre praktizierende Anhängerin der neuen religiösen Bewegung Soka Gakkai.

## Filmografie (Auswahl)
- 1979: Der Maulkorb
- 1980: Vorsicht Falle! (Fernsehserie)
- 1982: Schwarz Rot Gold – Unser Land (Fernsehserie)
- 1982: Die weiße Rose
- 1983: Das Traumschiff: Amazonas (Fernsehserie)
- 1984: Die schöne Wilhelmine (Miniserie)
- 1985: Die Einsteiger
- 1985: Schöne Ferien – Urlaubsgeschichten aus Singapur und Malaysien (Fernsehreihe)
- 1986: Das Traumschiff: Thailand
- 1986–1987: Die Schwarzwaldklinik (Fernsehserie)
- 1987: Die Krimistunde (Fernsehserie, Folge 27, Ein glückliches Opfer)
- 1988: Schloß Königswald
- 1989: Ein Heim für Tiere – Teure Tauben (Fernsehserie)
- 1989: Melzer oder die Tiefe der Jahre
- 1989: Giovanni oder die Fährte der Frauen
- 1990–1991: Wenn das die Nachbarn wüßten (Fernsehserie)
- 1990–1992: Forsthaus Falkenau (Fernsehserie)
- 1992: Die Abenteurer vom Rio Verde
- 1992–1993: Glückliche Reise (Fernsehserie)
- 1992: Der lange Weg des Lukas B. (Miniserie)
- 1993: Alaska Kid (Fernsehserie)
- 1993: Blindekuh/Moscacieca
- 1994: Dark Desires – Thelma
- 1995: Ein Herz für Angel (Ils n'ont pas vingt ans)
- 1995: Das Traumschiff: Tasmanien (Fernsehreihe)
- 1996: Prinzessin Alisea
- 1996: Muchas gracias, Willy Wuff
- 1997: Verwirrung des Herzens (Fernsehserie)
- 1997: Dark Desires – Vera
- 1997: Der vierte König (Il quarto re)
- 1998: Fröhliche Chaoten
- 1998: Klinik unter Palmen (Fernsehreihe)
- 1999: Sieben Tage bis zum Glück
- 1999: Kommissar Rex – Das letzte Match
- 2000: Da wo die Berge sind
- 2000: Rosamunde Pilcher – Zerrissene Herzen
- 2000–2005: Der Alte (Fernsehserie, verschiedene Rollen)
- 2001: Jetzt bin ich dran, Liebling
- 2001: Die Kristallprinzessin
- 2001: Spiel des Schicksals
- 2002: Barbara Wood – Spiel des Schicksals
- 2002: Die Kristallprinzessin
- 2003: Mit einem Rutsch ins Glück
- 2003: Da wo die Liebe wohnt
- 2004: Soraya
- 2004: Utta Danella – Der Mond im See
- 2005: Rosamunde Pilcher – Der Himmel über Cornwall
- 2005: Da wo das Glück beginnt
- 2006: Da wo es noch Treue gibt
- 2006: Das Traumhotel – Seychellen
- 2007: Inga Lindström – Ein Wochenende in Söderholm (Fernsehreihe)
- 2007: Jump!
- 2007: Metamorphosis
- 2008: Johanna – Köchin aus Leidenschaft
- 2008: Da wo wir zuhause sind
- 2010: The Gardener Of God
- 2011: Der letzte Bulle – Liebe in Not (Fernsehserie)
- 2011: Countdown – Die Jagd beginnt – Aussage gegen Aussage (Fernsehserie)
- 2012: Wilsberg: Halbstark (Fernsehreihe)
- 2013: Wir haben gar kein’ Trauschein
- 2015: SOKO 5113 – 30 Stimmen und ein Todesfall (Fernsehserie)
- 2016: Radio Heimat
- 2018: Um Himmels Willen (Fernsehserie)
- 2018: A Rose in Winter
- 2021: Die Rosenheim Cops – Drei Grazien und ein Todesfall

## Theater (Auswahl)
- 1980: Luise, Kabale und Liebe (Schiller)
- 1985: Nora, Nora (Ibsen)
- 1986: Eliza, My Fair Lady
- 1988: Marianne, Geschichten aus dem Wienerwald (Horvath)
- 1989/1990: Maggie, Nach dem Sündenfall (A. Miller)
- 1992: Polly, Dreigroschenoper
- 1994: Daliah, Die Palästinenserin
- 1997/1998: Heather, Ich steig aus und mach 'ne eigenen Show
- 1998–2000: Das ungleiche Paar (Simon)
- 2004: Mme. Therbouche, Der Freigeist (E.E. Schmitt)
- 2005: Fee, Die Schöne und das Biest
- 2006–2009: Mrs. Robinson, Die Reifeprüfung
- 2012: Das Vermögen des Herrn Süß, Nibelungenfestspiele Worms
- 2016: Der Vorname
- 2023: Brauchen Sie 'ne Quittung, Contra-Kreis-Theater, Bonn

## Buch
- Mein Weg mit Buddha. Mvg, München 2013, ISBN 978-3-86882-433-9.
- Voll im Leben. UV, Neustadt an der Weinstraße 2018, ISBN 978-3-86528-848-6